# 平贵人
平貴人（？—1823年5月5日），趙氏。內務府上三旗包衣出身，趙侉子之孫女，四福之侄女，閒散伊里布之姑母。道光帝之貴人。

## 生平
僅知趙氏在嘉慶元年已入侍宣宗潛邸為官女子，同年六月，時在避暑山莊的嘉慶帝通過劉國榮傳給皇后的一道諭旨稱，要時為二阿哥位下官女子之孫氏及趙氏求求婉妃娘娘在延禧宮里學習活計。在嘉慶九年就有「二阿哥下二格格」的身份。平貴人的家族是世代给宫里养马的，出身卑賤，估計平貴人應是因自身因素而被道光帝臨幸。
嘉慶二十五年 (1820年) 九月初五日，晉封為平貴人。趙氏的封號「平」字與安寧閨內有關，這或許體現出她在潛邸時為安分守己之人。
道光三年 (1823年) 三月二十五日午时，平贵人溘逝。所有一切事宜照依贵人例办理。三月二十五日申时敛入采棺，二十九日辰时由西花园奉移静安庄。同年四月初五日辰时行初祭礼，初七日卯时行大祭礼。
道光七年 (1827年) 九月十四日，平贵人彩棺随同孝穆皇后梓宫和端悯固伦公主金棺等一同奉移；九月二十一日，平贵人彩棺暂安于東陵宝华峪妃园寝。同年九月二十三日辰時，执事人员将座罩等撤到宫门外海墁南的空地燎池准备焚化時，有約三十人把正在收拾祭器的光禄寺库使业普肯和墨即格打倒在地，並且偷去银奠池、银执壶和银台盏等物；九月二十四日，平貴人正式葬入地宫 ；九月二十七日，道光帝命直隶总督那彦成和马兰镇总兵官宝兴严密查拿匪徒。
道光十五年 (1835年) 七月十一日拆卸平贵人的宝顶和月台，以开启地宫；七月十三日，将平贵人彩棺从地宫中移出，停放在芦殿内 ；七月二十三日开始重新漆饰平贵人彩棺；九月初三日奉移至西陵双峰岫妃园寝；九月初八日平贵人彩棺和睦答应彩棺葬入妃园寝 。